# Marciment

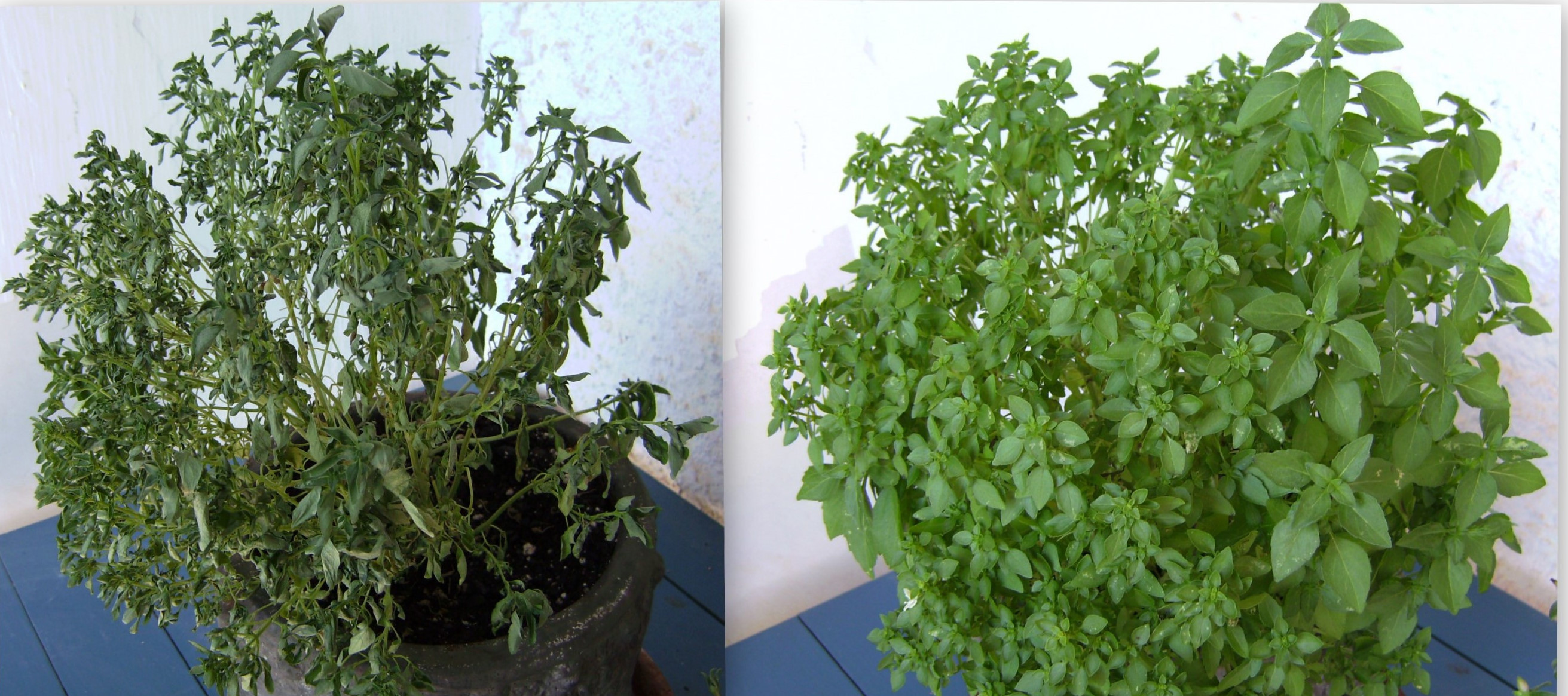
A l'esquerra planta d'alfàbrega marcida i a la dreta la mateixa planta ja recuperada després de ser regada

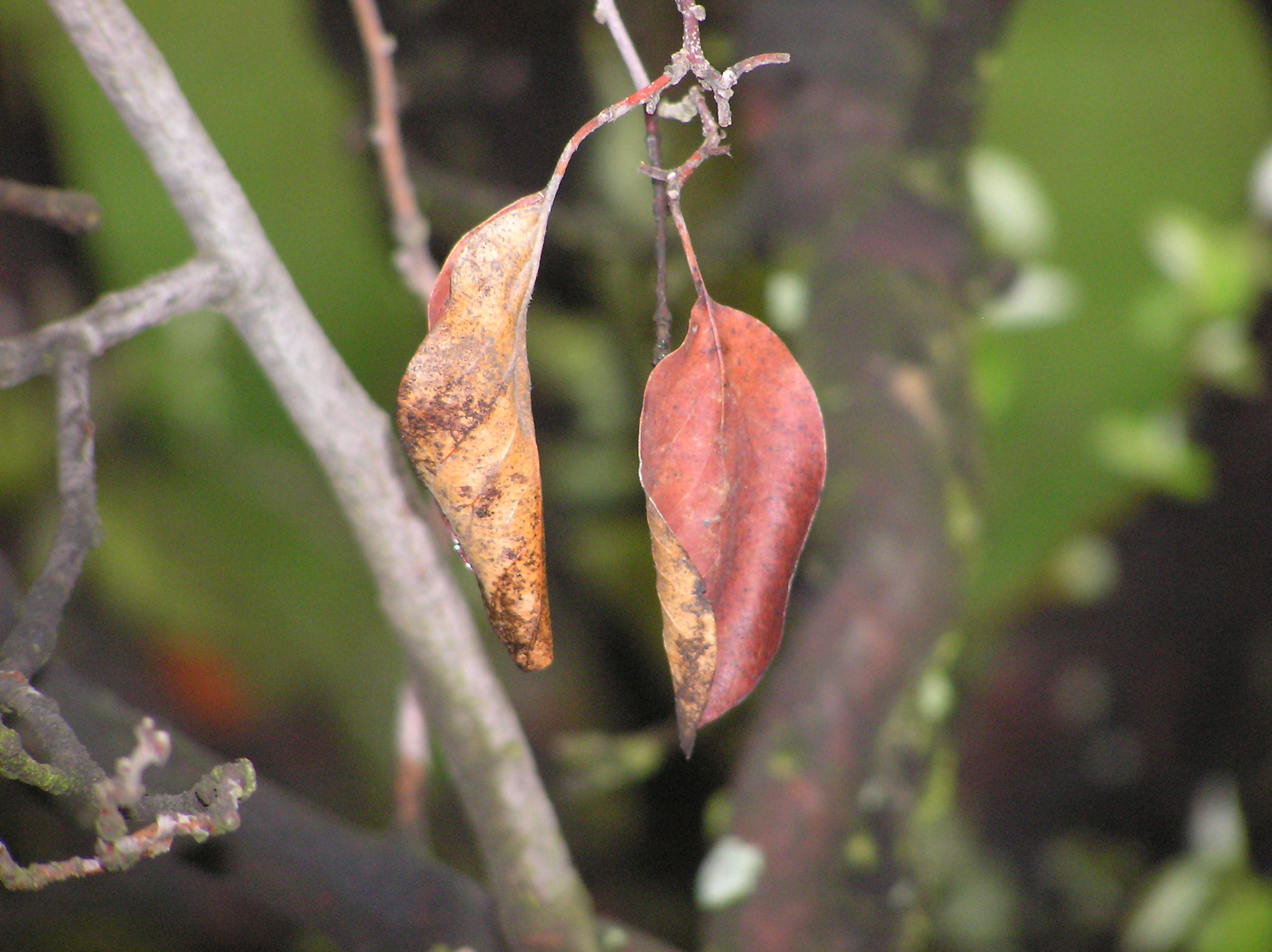
Fulles marcides en una branca de ficus.

El marciment és la pèrdua de rigidesa de les parts no llenyoses de les plantes. Aquest fenomen ocorre quan la pressió de turgència en les cèl·lules de les plantes no lignificades davalla cap a zero, com a resultat de la disminució de l'aigua en les cèl·lules. El procés del marciment modifica la distribució de l'angle foliar de la planta o la capçada cap a condicions més erectes (erectòfiles).
El marciment pot ser per:
- Condicions de secada quan la humitat del sòl davalla per sota de les adequades pel funcionament de la planta;
- Davallada de la temperatura fins al punt que el sistema vascular de les plantes no funcioni.
- Alta salinitat, que fa que es difongui aigua des de la planta i hagi contracció;
- Condicions saturades del sòl, on les arrels no poden obtenir prou oxigen per fer la respiració cel·lular, i són incapaces de transportar aigua dins la planta; o
- Bacteris o fongs que obstrueixin els sistema de les plantes vasculars.

El marciment disminueix la capacitat de les plantes per transpirar i créixer. El marciment permanent porta a la mort de la planta. Els símptomes de marciment i alguns atacs per fongs s'assemblen.
En les plantes llenyoses, la reducció de la disponibilitat d'aigua porta a la cavitació del xilema.
El punt de marciment permanent és aquell estat de marciment del qual la planta ja no es pot recuperar i ocasiona la mort de la planta. Es defineix com el punt mínim d'humitat en el sòl que la planta requereix per a no marcir-se. Si la humitat decreix fins aquest punt o a un punt inferior, la planta no recupera la seva turgidesa encara que estigui dins una atmosfera saturada d'humitat durant 12 hores. En física el punt de marciment permanent s'expressa amb el símbol θpwp o θwp) es defineix com el contingut d'aigua a −1500 J/kg (o −15 bars) de pressió de succió.

## Tractament
Mantenir les flors marcides an aigua calenta entre 115-120 °F de temperatura. Això permet que l'aigua es desplaci dins les cèl·lules de la planta a través de la membrana. Una vegada dins les cèl·lules, l'aigua es desplaça dins la vaquola que s'expandeix i empeny la paret cel·lular causant un increment de la pressió osmòtica altrament dita pressió de turgència. Això restaura la rigidesa de les flors però no s'ha de perllongar la preseència d'aigua calenta perquè podria matar les flors.